# Fiskars
Fiskars Corporation (фін. Fiskars Oyj Abp) — фінська компанія, виробник різних інструментів, у тому числі ножів, ножиць, сокир, лопат, садового інструменту, товарів для рукоділля. Заснована у 1649 році у с. Фіскарс, Фінляндія. Штаб-квартира розташовується у Гельсінкі.
Корпорація Fiskars володіє великим портфелем відомих міжнародних торгових марок, включаючи Fiskars, Iittala, Gerber і Buster.
В 2014 році корпорація Fiskars досягла результатів з чистого прибутку від продажів у розмірі 715,9 млн євро. Чисельність персоналу компанії — бл. 4 100 осіб. Продукція представлена у 20 країнах світу. 

## Історія

### XVII ст.
У XVII столітті на території Фінляндії відкрито низку чавуноливарних заводів. Сприятливі умови для розвитку фінської чорної металургії створили великі простори лісових угідь в районі Похья, а також величезні запаси гідроенергії і зручні водні маршрути.   Близьку 1630 року побудовано чавуноливарний завод в м. Антског; у 1641 році — завод у Білльнесі. У1649 році побудовано завод у Фіскарсі, який є одним з найстаріших підприємств у Фінляндії.
Коли був відкритий завод у Фіскарсі, Фінляндія була у володіннях Швеції, яка в XVII ст. була одним із найбільших виробників чавуну в Європі. У 1649 році Петер Тервесте подарував привілей на спорудження у Фіскарсі доменної печі і ковальського молота для виробництва чавуну і кованих виробів. Залізна руда, що використовувалась на виробництві, привозилася, в основному, з рудника Утьо, що розташовувався на одному із островів Стокгольмського архіпелагу, а більша частина пруткового заліза, виробленого на цьому чавуноливарному заводі, відправлялася до Швеції для продажу на ринку чорного металу в старому місті Стокгольма. Крім того, в самому Фіскарсі пруткове залізо використовували для виготовлення цвяхів, різьбових деталей, ножів, мотик, залізних коліс та інших виробів.

### XVIII ст.
З 1783 року чавуноливарним заводом почала володіти родина Бйоркман, після чого виробництво в основному було перепрофільовано на промислову переробку мідної руди з розташованого поблизу мідного рудника Оріярві. До XIX століття в руднику Оріярві практично не залишилося руди для видобутку промислового масштабу, тому в 1802 році доменна піч була закрита. У наступні періоди в селі Фіскарс промислове виробництво чавуну так і не було відновлено.

### XIX ст.

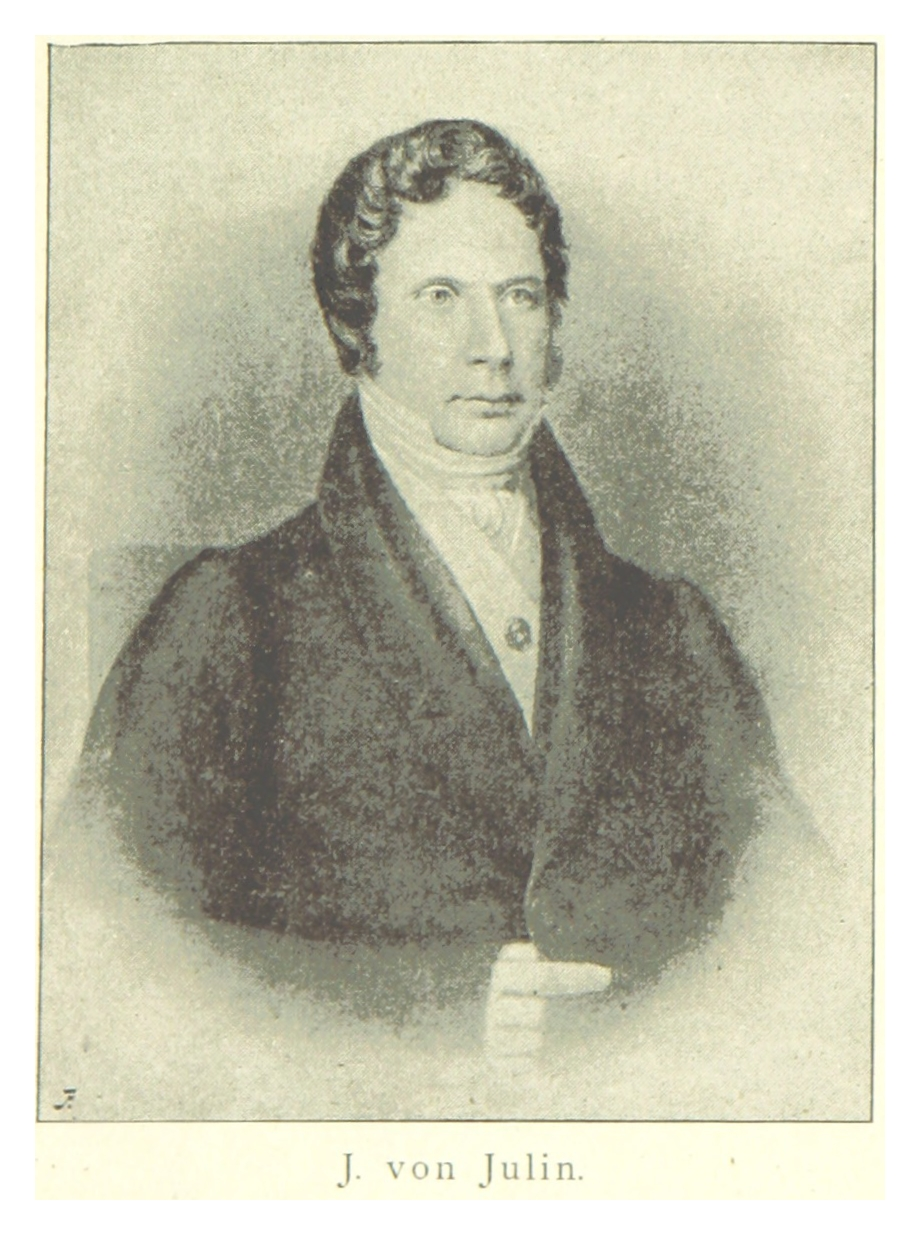
Йоган Якоб Юлін (1787—1853)

У 1822 році Йоган Якоб Юлін (пізніше фон Юлін; 1787—1853), фармацевт з м. Турку, придбав чавуноливарний завод і село Фіскарс. Під керівництвом Юліна чавуноливарний завод активно розвивався, а виробництво було орієнтоване, здебільшого, на переробку чавуну. Після того, як у 1832 році було відкрито у Фіскапсі перший у Фінляндії завод з виробництва різального інструменту, асортимент продукції було розширено, включаючи ножі та виделки, а також ножиці.
У 1837 році село Фіскарс стала родоначальником ще одного типу виробництва у Фінляндії — механічної майстерні. У 1830-ті роки в цій майстерні було виготовлено першу в Фінляндії парову машину. Саме в цей період були започатковані реформаторські та інноваційні традиції заводу Fiskars. Окрім цього, значний вплив мали і численні соціальні реформи, проведені у той період, коли заводом і селом володіла родина Юлін. Село Фіскарс також сильно вплинуло на розвиток у Фінляндії сільськогосподарського виробництва. Цех у Фіскарсі з виробництва плугів виготовив понад 1 млн одиниць цієї продукції. Підприємство завдяки родині Юлін, зробило село відомим завдяки виготовленню тут сільськогосподарському інструменту і домашнього начиння.
Після смерті Йогана Якоба Юліна управління чавуноливарним заводом здійснювалося призначеними опікунами. Поступово всю владу зосередила в своїх руках Еміль Ліндсей, в результаті чого у 1883 році була утворена компанією Fiskars з обмеженою відповідальністю.
У 1890 році Fiskars виготовили найпершу сокиру.

### XX ст.
У 1915 році компанія зареєстрована на Гельсінській фондовій біржі.
У 1918 році були підвищені обсяги виробництва чавуноливарного заводу за рахунок розробки вдосконалених технологій з обробки сталі, а також за рахунок модернізації прокатного стану в Оміннефорсі. Також розширився асортимент продукції. Тоді ж компанія Fiskars побудувала перший завод з виробництва пружин у Фінляндії. Крім того, компанія Fiskars придбала завод Inha Works в Ехтярі, а також компанії Billnäs Bruks Ab та Oy Ferraria Ab.
У результаті краху фондового ринку у 1929 році економіка Фінляндії сильно постраждала. Це уповільнило експансію компанії Fiskars. Наслідки економічної кризи відчувалися у Фінляндії до середини 1930-х років. Компанії Fiskars взялася за реформування структури компанії для переходу на великомасштабне масове виробництво тільки наприкінці Другої світової війни.
У 1967 році компанія Fiskars першою у світі почала виробництво ножиць із пластмасовими ручками; з тих пір продано бл. 1 млрд ножиць. Ножиці із ручками помаранчевого кольору стали одним з найбільш відомих продуктів компанії Fiskars.
Із відкриттям у 1977 році у США заводу із виготовлення ножиць розпочалося розширення компанії Fiskars. Відкриття бізнесу в країні з найсильнішою в світі економікою виявилося успішним кроком. Це стало основою для торгівлі на світових ринках та розширення продажів.
У 1985 році Fiskars почали виробництво садово-огороднього інструменту. У 1987 році Fiskars придбала американську компанію Gerber Legendary Blades.

### XXI ст.
У XXI столітті Fiskars зробив основну ставку на розвиток ринку споживчих товарів за допомогою покупки брендів. У 2006 році придбано бренд Silva. Завдяки придбанню у 2007 році Iittala зміцнилось становище Fiskars на ринку кухонного посуду, а після придбання Leborgne — і на ринку садово-огородніх інструментів.
Колір Fiskars Orange® був офіційно зареєстрований як торгова марка у Фінляндії у 2003 році і в США у 2007 році.
У 2009 році з дня заснування компанії Fiskars виповнилося 360 років. Корпорація Fiskars стала міжнародною компанією, що орієнтована на споживачів і просуває свої товари за допомогою широко відомих брендів. Товари Fiskars для дому, саду та відпочинку на свіжому повітрі стали відомими через свої функціональні можливості і ультрасучасний дизайн. Серед основних корпоративні торгові марки — Fiskars, Iittala, Gerber, і Buster і дочірнє підприємство Wärtsilä.
У 2010 році відкрито кампус Fiskars у Гельсінкі, Фінляндія, де розташовується штаб-квартира.
У 2013 році придбано порцелянову мануфактуру Royal Copenhagen; зміцнилися позиції компанії на ринках Скандинавії та Азії.
В 2014 році корпорація Fiskars досягла результатів з чистого прибутку від продажів у розмірі 715,9 млн євро. Чисельність персоналу компанії — бл. 4 100 осіб. Продукція представлена у 20 країнах світу.

## Бренди

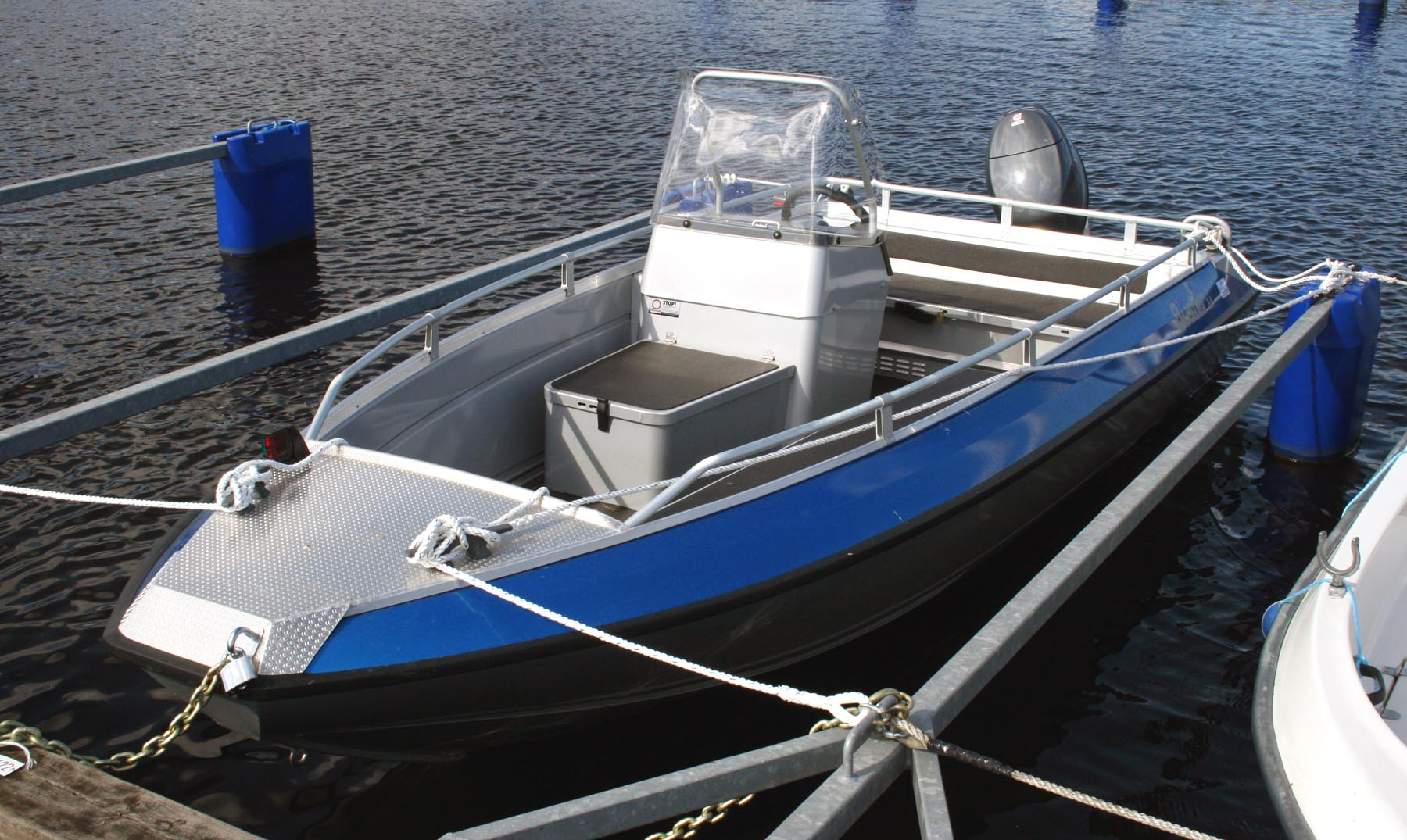
Човен Buster М

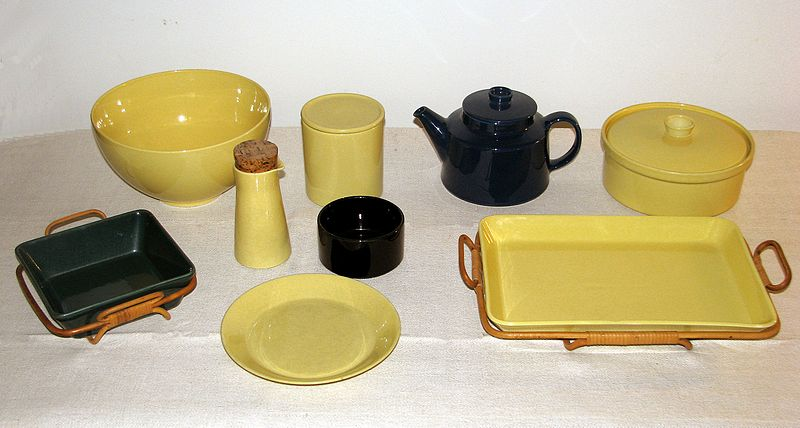
Кухонне начиння Arabia

Ключовими міжнародними брендами корпорації є:
- Fiskars (Фінляндія)
- Gerber (США)
- Iittala (Фінляндія)

Серед інших брендів корпорації: 
- Arabia (Фінляндія)
- Royal Copenhagen (Данія)
- Rörstrand (Швеція)
- Hackman (Фінляндія)
- Leborgne (Франція)
- EbertSankey (Німеччина)
- Buster (Велика Британія)

Місцеві і тактичні бренди: 
- Drive Boats
- Gingher (США)
- Höganäs Keramik (Швеція)
- Høyang-Polaris (Норвегія)
- Kaimano (Італія)
- Kitchen Devils (Велика Британія)
- Raadvad (Данія)

## Продукція

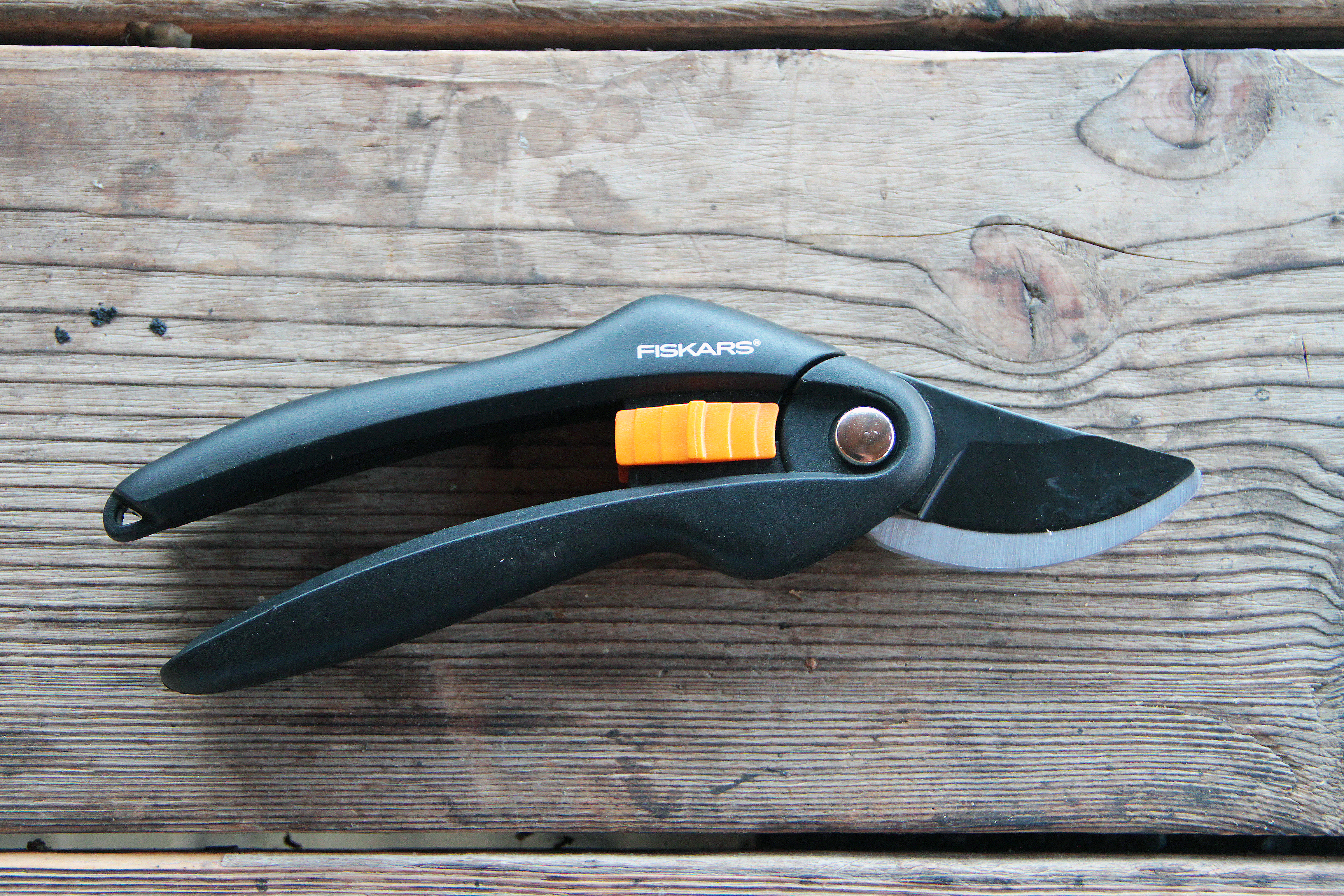
Площинний секатор SingleStep™. Red Dot Design Award 2011

Fiskars — провідний постачальник товарів для дому, саду і товарів для відпочинку на свіжому повітрі. Продукція представлена у 20 країнах світу.
Товари для дому
- Міське садівництво
- Ножиці
- Ножі
- Кухонне приладдя

Товари для саду
- догляд за рослинами (секатори SingleStep™, PowerStep™ і SmartFit™, сучкорізи, ножиці, універсальні сучкорізи, ножиці для живоплоту, ножі, інструменти Quantum™)
- догляд за ґрунтом (Solid™, Xact™, лопати, вила, совкові лопати, тяпка, садовий бур)
- догляд за газоном (Граблі для видалення бур'янів, граблі, ножиці для газону)
- інструмент для лісозаготівель (WoodXpert™, сокири Xseries™, пили, універсальні сучкорізи, сучкорізи)
- прибирання ділянки (універсальна мітла Solid™, тяпка для прибирання трави на доріжці патіо, щітка для дорожнього покриття, мітла для підмітання QuikFit™, мітла для терас)
- прибирання снігу (SnowXpert™, лопати, скрепери для сніга, скрепер-волокуша, льодоруб)
- догляд за інструментами і запасні частини

Товари для відпочинку на свіжому повітрі

## Нагороди
- Red Dot Design Award (2000, 2001, 2002, 2003, 2004, 2005, 2006, 2009, 2010, 2011, 2012, 2013, 2014)
- iF design awards (1994, 1996, 1997, 1998, 2001, 2002, 2003)
- Good Design Awards (1997, 1998, 2001, 2002, 2005, 2014)
- Focus Know-how (2002, 2005, 2009)
- Pro Finnish Design Award (1997)